# Klec
Klec (deutsch Kletz, älter Vogelhaus) ist eine Gemeinde in Tschechien. Sie liegt elf Kilometer nördlich von Třeboň und gehört zum Okres Jindřichův Hradec.

## Geographie
Klec befindet sich am rechten Ufer der Lainsitz im Wittingauer Becken auf dem Gebiet des seit 1977 bestehenden UNESCO-Biosphärenreservates Třeboňsko. Im Norden und Süden liegen elf größere Fischteiche. Am gegenüberliegenden Lainsitzufer führt die Eisenbahnstrecke von Tábor nach Třeboň vorbei, der nächste Bahnhof liegt im knapp zwei Kilometer entfernten Lomnice nad Lužnicí.
Nachbarorte sind Frahelž und Val im Norden, Kolence im Osten, Lužnice im Süden, Lomnice nad Lužnicí im Südwesten, Záblatí im Westen sowie Ponědraž im Nordwesten.

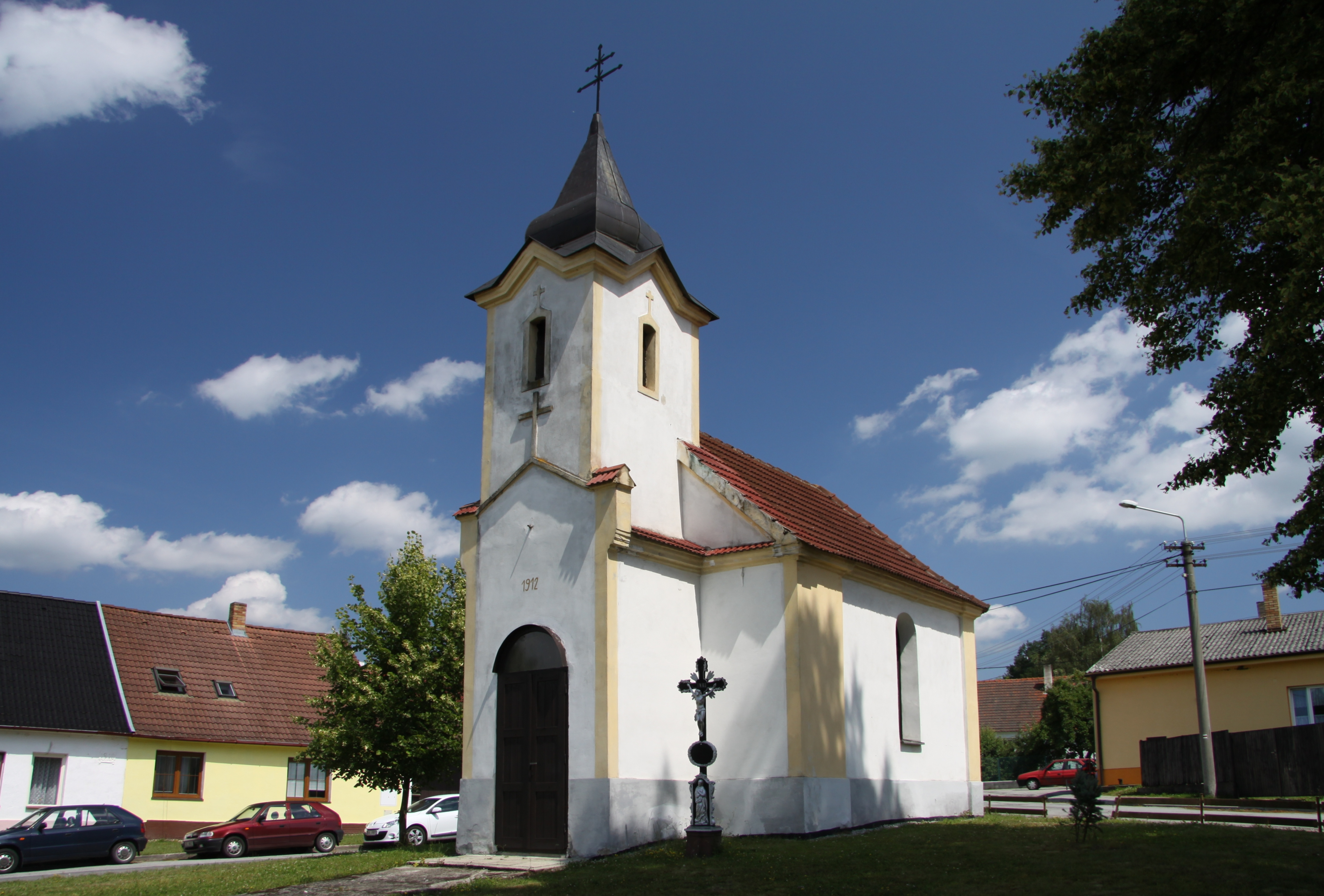
Kapelle

## Geschichte
Erstmals erwähnt wurde das im Grenzbereich der Herrschaften Ústí, Stráž und Třeboň gelegene Dorf im Jahre 1388 in einer Urkunde Ulrichs I. von Rosenberg. Es wird angenommen, dass der Ort vor den Rosenbergern den Herren von Stráž gehört hat. Durch diese Grenzlage wechselte Klec mehrmals zwischen den Herrschaften. Zu Beginn des 15. Jahrhunderts waren erneut die Herren von Stráž Besitzer von Klec. Sie errichteten um 1400 am Teich Klec die Burg Flughaus (auch Vogelhaus, Fluckhaus, Foglhause, Foglhauz, Fuglhauz gebannt. Der Name Vogelhaus entspricht hierbei der tschechischen Ortsbezeichnung Klec im Sinne von (Vogel)-Käfig am selbigen Ort). Bis zu deren Verkauf im Jahre 1578 war Klec Teil der Herrschaft Stráž.
Von der Burg Flughaus ist nur noch ein baumbestandener Hügel am Klec-Teich erhalten geblieben. Um ihn rankt sich die Sage von einer Burgherrin, die mit ihren Kindern als Weiße Frau um die Teiche Klec, Potěšil und Naděje spazieren geht.

## Gemeindegliederung
Für die Gemeinde Klec sind keine Ortsteile ausgewiesen.

## Sehenswürdigkeiten
- Kapelle in der Dorfmitte